# Metaponto
Metaponto je mali grad na jugu Italije, u talijanskoj regiji Basilicata (bivša Lucania), u pokrajini Matera.
Metaponto danas ima oko 1000 stanovnika, smješten je na obali Jonskog mora, u Tarantskom zaljevu, mjestu gdje se rijeka Basento ulijeva u more, a najpoznatiji je po ostacima vrlo važnog naselja iz vremena Velike Grčke koje se naziva grč.: Metapontion (lat.: Metapontum, Metapontium).
Grčko kolonijalno naselje između rijeka Bradanus (današnja Bradano) i  Casuentus (današnja Basento), osnovali su Ahajci, dok postoje različite priče o naselju iz vremene prije dolaska Grka. Iz vremena antike postoje brojne vrlo kvalitetno izrađene kovanice pronađene u dobrom stanju.